# Akademier och lärda samfund i Sverige
Akademier och lärda samfund i Sverige. I Sverige väcktes ett förslag i riksrådet 1652, under drottning Kristinas regering, om inrättande av en "Academia såsom i Frankriket brukas", vilket dock inte ledde till något resultat. I sin exil i Rom grundade Kristina en "Accademia Reale" år 1674, som dock upphörde med hennes död. 

## Akademiernas former
Kännetecknande för denna typ av sammanslutningar är, att de oftast har ett till antalet bestämt och därmed begränsat antal ledamöter och inte har öppet medlemskap, utan detta bygger på förslag av tidigare ledamöter och inval med hänsyn till bestämda kvalifikationer; medlemskap i en akademi uppfattas därmed oftast mycket prestigefyllt. Ledamotskapet är livsvaraktigt. Akademiernas syfte är kvalificerat och konstruktivt vetenskapligt utbyte mellan de främsta företrädarna för respektive medlemskategori. Inom akademierna räknas alla som jämlika, vilket oftast markeras genom att man där, som i Svenska Akademien, aldrig använt titlar, utan vid sammanträdena omtalar och tilltalar varandra endast med orden "herr" och "fru" samt efternamnet.
Många av akademierna sammanträder förhållandevis ofta till föreläsningar, diskussioner och överläggningar; många av dem utdelar vetenskapliga priser och belöningar och har egen skriftutgivning. Så har Svenska Akademien arton ledamöter, som sammanträder varje torsdag kl. 17, utom under sommaren. Andra akademier kan sammanträda varje månad. Många akademier har egna hus, där sammanträdena äger rum. De flesta akademier har kungligt beskydd, vilket markeras i namnet. Akademierna har en juridiskt och ekonomiskt helt självständig ställning och fungerar fritt oberoende av statsbidrag. Deras skyldighet att betala inkomstskatt inskränker sig till enbart sådana inkomster som grundar sig på fastighetsinnehav.  De uppbär inga avgifter av sina ledamöter.

## Äldre akademier och samfund

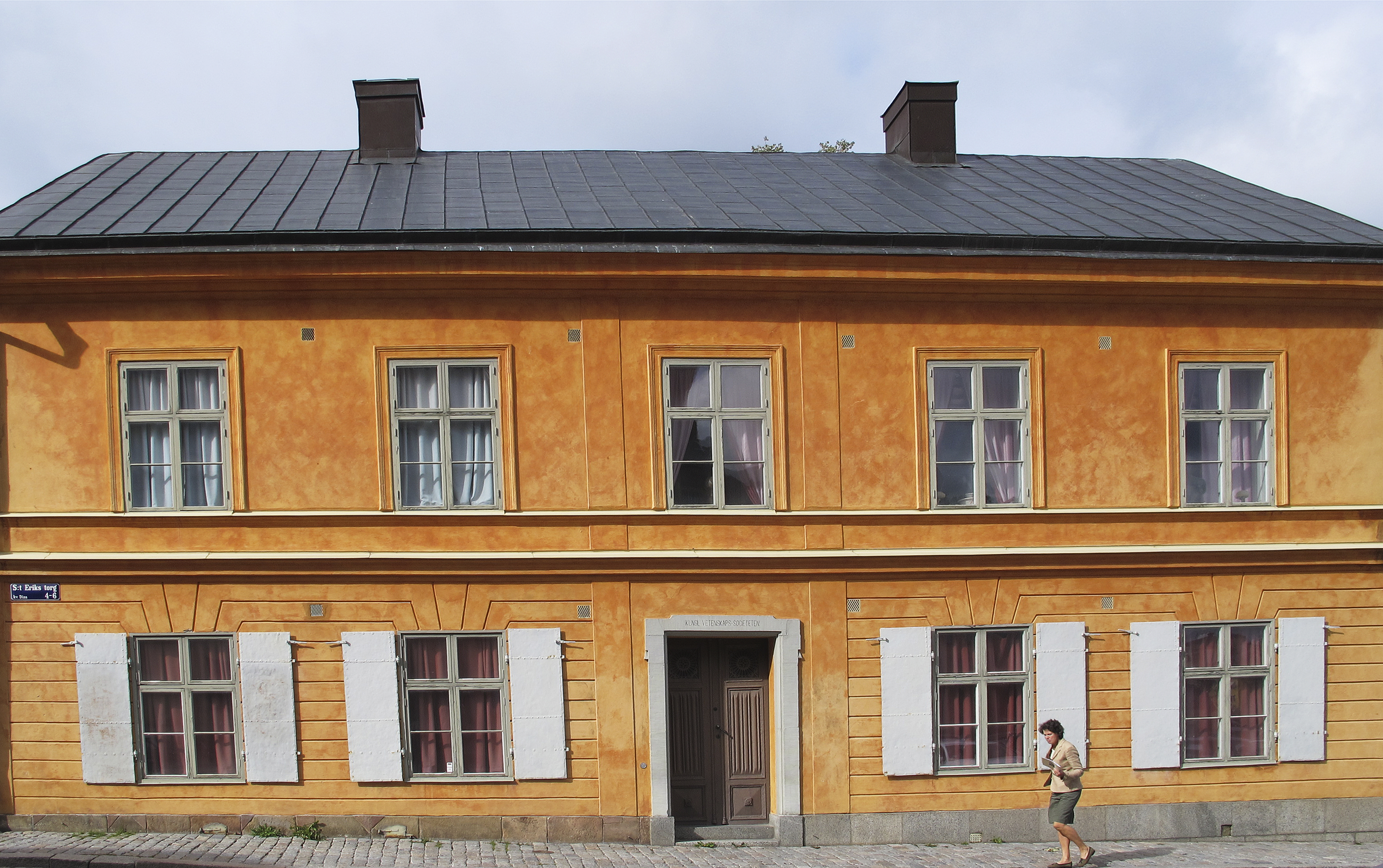
Kungliga Vetenskaps-Societetens i Uppsala hus.

Den äldsta av de ännu existerande kungliga akademierna är Kungl. Vetenskaps-Societeten i Uppsala, som leder sitt ursprung till det Collegium curiosorum som universitetsbibliotekarien Erik Benzelius grundade 1710, och vilket 1719 ombildades till Bokwettesgillet och vann kunglig stadfästelse 1728. Näst äldst av de på det lärda området verksamma akademierna är Kungliga Vetenskapsakademien, som grundades 1739. Av de två militära akademierna är Kungliga Örlogsmannasällskapet, stiftat 1771, äldst.
Kungliga Vitterhetsakademien grundades i sin första skepnad av drottning Lovisa Ulrika 1753, upphörde i praktiken med sin verksamhet redan 1756, efter kungaparets misslyckade försök till kupp, men återupplivades av Lovisa Ulrika 1773, efter sonen Gustav III:s trontillträde. Ordet Vitterhet hade tidigast betydelsen av "lärdom" men kom efter hand att få den mer inskränkta betydelsen av litterär bildning eller skönlitteratur (motsvarande det franska belles lettres). När Gustav III 1786 bildade sin egen akademi, Svenska akademien, fick därför moderns akademi en mer inskränkt inriktning, som även kom att återspeglas i det nya namnet, Kungliga Vitterhets Historie och Antikvitets Akademien, ett namn, som akademien bär ännu idag, även om den ofta kallas enbart Vitterhetsakademien.
Rikstäckande akademier är, utöver de nu nämnda Kungliga Krigsvetenskapsakademien, stiftad 1796, Kungliga Ingenjörsvetenskapsakademien, stiftad 1919, Kungliga Akademien för de fria konsterna (Konstakademien), stiftad 1735, Kungliga Musikaliska Akademien, stiftad 1771, Kungliga Skogs- och Lantbruksakademien, stiftad 1811 samt Kungliga Gustaf Adolfs Akademien för svensk folkkultur, stiftad 1932.
På universitetsorterna Uppsala, Lund, Göteborg och Umeå finns också kungliga vetenskapliga akademier, äldst av alla är den ovannämnda Kungliga Vetenskaps-Societeten i Uppsala, stiftad 1710. Där finns också Kungliga Humanistiska Vetenskapssamfundet i Uppsala, stiftat 1889 och Kungliga Vetenskapssamhället i Uppsala, stiftat 1954. I Lund finns Kungliga Fysiografiska Sällskapet i Lund, stiftat 1772, Kungliga Humanistiska Vetenskapssamfundet i Lund, stiftat 1918 samt Vetenskapssocieteten i Lund, stiftad 1920. Kungliga Vetenskaps- och Vitterhetssamhället i Göteborg stiftades 1773 och Kungliga Skytteanska samfundet i Umeå stiftades 1957.
Det finns också en rad så kallade lärda samfund, som utan att i formellt kallas "akademier" fungerar på snarlikt sätt. Ett par exempel är Kungl. Samfundet för utgivande av handskrifter rörande Skandinaviens historia, grundat 1815, och Nathan Söderblom-sällskapet i Uppsala, grundat 1941, som är ett lärt samfund för forskare i religionshistoria och exegetik.
I maj 2011 grundades utifrån Kungliga Vetenskapsakademien den nya Sveriges unga akademi för unga forskare i Sverige.

## Nyare akademier
Under 1900-talet har akademier med anknytning till olika kulturella ämnesområden grundats. De har i likhet med de äldre akademierna ett begränsat antal ledamöter och ägnar sig bland annat åt att hantera prisnomineringar inom det aktuella ämnesområdet. I övrigt fungerar de i regel som en intresseförening.

## Förkortningar
I Sveriges statskalender listas - efter ordens- och medaljinnehav - ledamotskap i akademier och lärda samfund för varje person. Dessa listades alltid i specifik ordning: först nationella (enligt anciennitetsprincip men med flera avsteg), därefter lokala (helt enligt anciennitetsprincip): LVA, LHA, LFrKA, LMA, LSLA (1956-, LLA -1956), LKrVA, LIVA, LÖS, LGAA, LSkS, LVS, LFS, LVVS, LHVS, LLHS, LVSU, LSS. Notera att K för Kunglig aldrig skrivs i ledamotsförkortningarna, till skillnad mot förkortningarna för själva akademierna. Utöver ovanstående har LVSL och LNSS använts i bl.a. Svensk biografisk handbok, Vem är vem och Hovkalendern. Hedersledamotskap noteras som HedL/.../, korresponderande ledamöter som KorrespL/.../, övriga L/.../.
Ledamot av Svenska akademien förkortas "En av de aderton i Sv. akad." (ca -1980: "En av de 18 i Sv. akad.") före ordens- och medaljinnehav.

## Fotnoter
1. ↑  Harrison, Dick (2021). Sveriges stormaktstid. Historiska Media. sid. 303. ISBN 978-91-7789-624-1. Läst 28 mars 2024
2. ↑  Lärda sällskap. De regionala lärda sällskapens roll inför ett nytt millennium. Lund 2000.
3. ↑  Bo Svensén, Svenska Akademien från Gustaf III till våra dagar. Stockholm 1998, sid. 149.
4. ↑  ”Inkomstskattelag (1999:1229) 7 kap. 16 § - Svensk författningssamling (SFS) - Sveriges riksdag”. Arkiverad från originalet den 27 september 2011. https://web.archive.org/web/20110927020343/http://www.riksdagen.se/webbnav/index.aspx?nid=3911&bet=1999:1229#K7. Läst 11 november 2010.